# Goodall Palm Beach Round Robin
O Goodall Palm Beach Robin Robin foi um torneio de golfe que integrava o calendário oficial do PGA Tour de 1938 até o ano de 1957.

## Campeões
| Ano     | Golfista                                                 | Pontuação                                                | Ref                                                      |
| ------- | -------------------------------------------------------- | -------------------------------------------------------- | -------------------------------------------------------- |
| 1957    | Sam Snead                                                | +41                                                      | [ 1 ]                                                    |
| 1956    | Gene Littler                                             | +55                                                      | [ 2 ]                                                    |
| 1955    | Sam Snead                                                | +46                                                      | [ 3 ]                                                    |
| 1954    | Sam Snead                                                | +62                                                      |                                                          |
| 1953    | Cary Middlecoff                                          | +42                                                      |                                                          |
| 1952    | Sam Snead                                                | +57                                                      |                                                          |
| 1951    | Roberto De Vicenzo                                       | +40                                                      |                                                          |
| 1950    | Lloyd Mangrum                                            | +37                                                      |                                                          |
| 1949    | Bobby Locke                                              | +66                                                      |                                                          |
| 1948    | Herman Barron                                            | +38                                                      |                                                          |
| 1947    | Bobby Locke                                              | +37                                                      |                                                          |
| 1946    | Ben Hogan                                                | +51                                                      |                                                          |
| 1942–45 | Devido à Segunda Guerra Mundial, o torneio foi cancelado | Devido à Segunda Guerra Mundial, o torneio foi cancelado | Devido à Segunda Guerra Mundial, o torneio foi cancelado |
| 1941    | Paul Runyan                                              | +26                                                      |                                                          |
| 1940    | Ben Hogan                                                | +23                                                      |                                                          |
| 1939    | Harry Cooper                                             | +31                                                      |                                                          |
| 1938    | Sam Snead                                                | +14                                                      |                                                          |